# Piórolotek pięciopiór
Piórolotek pięciopiór (Pterophorus pentadactyla, Aciptilia pentadactyla) – nazywany często piórolotkiem śnieżynką; owad z rzędu motyli, należący do rodziny piórolotkowatych (Pterophoridae) 

## Wygląd
Całe ciało jest śnieżnobiałe. Przednie skrzydło ma długość 1,4-1,6 cm. Jest ono głęboko rozszczepione i wraz z trzema promieniami skrzydła tylnego tworzy 5 "palców". Długa strzępina na skrzydłach powoduje, ze lot jest miękki i chwiejny. Nogi charakteryzują się niezwykle długimi goleniami.

## Środowisko, rozmieszczenie i gęstość zasiedlenia
Piórolotek śnieżynka zamieszkuje pola, łąki, ogrody i zarośla na terenie całej Europy na południe od kręgu polarnego (z wyjątkiem Półwyspu Pirenejskiego). Jest motylem pospolitym, choć ze względu na małe rozmiary i delikatną budowę ciała często niezauważanym.

## Okres występowania
Imago występuje w jednym pokoleniu rocznie, latając od maja do września, natomiast gąsienicę można spotkać przez całą wiosnę, do maja.

## Rośliny żywicielskie
Gąsienice żerują na tarninie (Prunus spinosa), koniczynie (Trifolium sp.), zawilcu (Anemone nemorosa) i róży (Rosa sp.).